# Zerrin Özer
Zerrin Özer (Ankara, 4 novembre 1957) è una cantante turca.

## Biografia
Zerrin Özer, che ha pubblicato diversi album in studio nel corso della sua carriera, è stata riconosciuta per la prima volta ai premi Kral TV Video Müzik nel 1997 con Paşa gönlüm. Ne ha vinto un altro qualche anno più tardi con Son mektup.
Basit numaralar, pubblicato nell'agosto 2023, è diventato il suo brano più popolare nell'era dello streaming, rimanendo per quattro settimane consecutive in cima alla Turkey Songs.

## Discografia

### Album in studio
- 1980 – Seni seviyorum
- 1980 – Sevgiler
- 1981 – ...Ve Zerrin Özer
- 1982 – Gelecek misin?...
- 1984 – Mutluluklar dilerim
- 1985 – Kırmızı
- 1987 – Dayanamıyorum
- 1988 – Dünya tatlısı
- 1990 – İşte ben...
- 1991 – Sevildiğini bil!..
- 1992 – Olay olay
- 1996 – Zerrin Özer
- 1997 – Zerrin Özer '97
- 2002 – Ölürüm ben sana
- 2005 – Ve böyle birşey...
- 2007 – Zerrin Özel
- 2007 – Ömür geçiyor

### Album video
- 2010 – Ah İstanbul

### EP
- 2010 – Yerin hazır

### Raccolte
- 2000 – Bir Zerrin Özer arşivi
- 2002 – Ben

### Singoli
- 1976 – Bizler ve sizler
- 2001 – Dünya tatlısı
- 2007 – Gözlerimde son gece (con Aslı Omağ)
- 2012 – Giden gitti
- 2014 – Sevda zindanları
- 2017 – Duygularım
- 2018 – Beni tanıma
- 2020 – Arap kızı (con Bohem)
- 2020 – Wonderful Surprise
- 2021 – Ben hep buralardayım
- 2022 – Can hüseyin
- 2023 – Basit numaralar
- 2023 – Külfet
- 2023 – Yamalı yüreğim
- 2024 – Aklım sende
- 2024 – Ne hâlin varsa gör
- 2024 – Denizsiz liman (con Mehmet Elmas)
- 2024 – Her gün olay
- 2024 – Affet

## Filmografia
- Kanalizasyon, regia di Alper Mestçi (2009)